# بولیوار ونزوئلا
بولیوار ونزوئلا (به انگلیسی: Venezuelan bolívar) (به زبان بومی: Bolívar fuerte venezolano) با کد ایزوی VEF، یکای پول رایج در کشور ونزوئلا است. مسئولیت کنترل این یکای پول برعهدهٔ بانک مرکزی ونزوئلا قرار دارد.
با همه‌گیر شدن پاندمی کرونا یا کووید ۱۹ در جهان، شرایط برای کشور ونزوئلا سخت‌تر و در نتیجه پول ملی این کشور تبدیل به یکی از کم ارزش‌ترین پول‌های جهان شد. دولت ونزوئلا اقداماتی را از جمله تغییر نام واحد پولی این کشور برای کاهش درصد تورم انجام داد اما همگی بی‌نتیجه بود.
دولت ونزوئلا چندی پیش تصمیم به ارائه ارز دیجیتال به نام «پترو» کرد تا بتواند تورم را در این کشور کنترل کند اما نتیجه این تغییر، افزایش سرعت رشد تورم در ونزوئلا بود چرا که دولت با افزایش ارزش پترو، نرخ دلار را نیز افزایش می‌دهد.